# The average of the average
|  | Denne artikel er oprettet af botten PalnaBot ud fra en ekstern database. Den kan derfor have sproglige fejl eller mangler. Denne skabelon kan fjernes efter kontrol af indholdet. |

The average of the average er en dokumentarfilm fra 2011 efter manuskript og instruktion af dokumentarist Michael Madsen. Filmen er lavet for Middelfart Museum med støtte fra den daværende Kulturarvsstyrelse og har også den danske titel Middelfart i gennemsnit.

## Handling
Filmen er Danmarks første dokumentarfilm i 3D og handler om middelmådighed. Igennem 13 kapitler skildrer filmen det helt almindelige og gennemsnitlige liv i Danmark, hvor Middelfart ses som et godt udtryk for det gennemsnitlige. Samtidig forsøger filmen at se det nutidige i et historisk perspektiv. Hvad er vigtigt? Hvad kendetegner vores tid? Billedernes tredimensionelle rumlighed rammer de enkelte scener ind som vitriner på et virtuelt museum over det jævne Danmark anno 2011, imens både sande og fiktive fortællinger hele tiden truer det middelmådige. Fra historier om civil ulydighed til borgmesterens besøg hos en spåkone, er det med de antropologiske og tilsyneladende objektive 3D briller på, at Madsens film indhenter svar på sine spørgsmål. Filmen ender med en at fremvise række tredimensionelle stereoskopbilleder af Middelfart taget af fotografen Peter Fangel i 1880'erne og 1890'erne.